# 高地區
高地區（英語：Highlands）是加拿大卑詩省西南部首府地區一個區域自治體（district municipality），坐落溫哥華島東南部，西面與北面瀕臨沙尼治内灣，東北臨非建制地區威利斯角（Willis Point），東接沙尼治，東南臨維尤羅亞爾，南面則與蘭福德為鄰。高地區於1993年12月7日正式設立地方政府。據2011年加拿大人口普查顯示，高地區內人口為9381人。

## 外部連結
- （英文）District of Highlands, BC - Official Website （页面存档备份，存于）－高地區政府官方網站